# سازمان صنایع دفاع جمهوری اسلامی ایران
سازمان صنایع دفاع جمهوری اسلامی ایران (به‌اختصار: ساصد) سازمان دولتی ایرانی است، که در زمینه طراحی و تولید تجهیزات نظامی برای نیروهای مسلح ایران فعالیت می‌کند و زیرمجموعه وزارت دفاع و پشتیبانی نیروهای مسلح می‌باشد.

## تاریخچه

### شروع‌کار و تأسیس
ساخت اولین محصولات نظامیِ نوین در ایران به سال ۱۳۰۴ و به تولید تفنگ برنو باز می‌گردد. پس از آن ۱۶ سال بعد و در سال ۱۳۲۰ صنایع نظامی تحت عنوان اداره تسلیحات تاسیس شد، که به قورخانه نیز معروف بود. در طی ۶ سال کارخانه‌های مسلسل‌سازی به عنوان زیر مجموعه‌هایی از اداره مرکزی تسلیحات راه‌اندازی گردیدند. 

### تحولات ۱۳۴۰
با شروع تحولات جدید صنعتی، از سال ۱۳۴۰ ساختار اداری صنایع تسلیحاتی نیز دگرگون شد و به سازمان صنایع نظامی تغییر نام داد. از آن‌جا خرید برخی تکنولوژی‌های روز آغاز گردید، که در این میان می‌توان به خرید فناوری ساخت فشنگ، ساخت تفنگ ژ-۳، خطوط تولید باروت و مواد منفجره اشاره کرد، حتی قرار بود با تلاش‌هایی محمدرضا شاه انجام داده بود، ایالات متحده آمریکا برای ایران با پرداخت‌هایی که در سال ۱۳۵۵ انجام شده بود، خط تولید جنگنده اف-۱۴ را در ایران راه‌اندازی کند، که این اتفاق با وقوع انقلاب منتفی شد.

### پس از انقلاب
پس از وقوع انقلاب و به‌ دنبال جنگ ایران و عراق، در پی تصمیمات نادرست نظام جمهوری اسلامی، نیروهای مسلح ایران، با تحریم‌ گسترده کشورهای مختلف مواجه شدند. در راستای جلوگیری از انفعال صنایع دفاع، مجلس مصوبه‌هایی را در سال ۱۳۶۱ تصویب و اجرایی کرد، که طی آن‌ها صنایع دفاع به سازمان صنایع دفاع تغییر پیدا کرد. همچنین قرار بر آن شد که دفتر مرکزی این سازمان در تهران و به‌عنوان زیرمجموعه وزارت دفاع باشد. در آن مصوب‌ها وظایف سازمان صنایع دفاعی باز تعریف شد. در ادامه مجلس برای آنکه سازمان بتواند به طور متمرکز‌ تر عمل کند، چندین شرکت دولتی را نیز در این سازمان ادغام کرد؛ از جمله:
- شرکت صنایع هواپیمایی
- شرکت سهامی پشتیبانی و نوسازی هلیکوپترهای ایران
- شرکت سهامی صنایع الکترونیک ایران
- شرکت سهامی قطعات الکترونیکی
- شرکت سهامی ایزایران
- شرکت سهامی باتری‌سازی نیرو
- سازمان صنایع دفاع ملی (‌صنایع نظامی سابق) و قسمت‌های تابعه آن
- سازمان خدمات هلیکوپتری و هواپیمایی
- شرکت سهامی هلیکوپترسازی ایران

با این تغییرات اساسی و ساختاری در صنایع دفاع ایران، سازمان صنایع دفاع تا حدی توانست با انجام اورهال‌ها و مهندسی‌های معکوس در طی جنگ، تجهیزات نظامی را سرپا نگه دارند تا جنگ پایان یابد.

### تحول ساختاری نیروهای مسلح
پس از پایان جنگ، به منظور انسجام بیشتر و بهره‌گیری گسترده از توانمندی‌ها، وزارت دفاع و پشتیبانی نیروهای مسلح در سال ۱۳۶۸ با تصویب مجلس شورای اسلامی از ادغام وزارت دفاع و وزارت سپاه پاسداران انقلاب اسلامی تشکیل شد. یکی از وظایف این وزارتخانه جدید، طراحی، ساخت، تولید و خرید نیازمندی‌های نیروهای مسلح بود. وزارت دفاع و پشتیبانی نیروهای مسلح امروزه دارای ۹ سازمان عمده تحقیقاتی، صنعتی، تولیدی و خدماتی در زیرمجموعه خود است، که تامین نیاز‌های نیروهای‌ مسلح را برعهده دارند. سازمان صنایع دفاع به‌صورت یکی از ارکان زیرمجموعه این وزارتخانه تعریف شده‌است.

## وظایف
طبق قانون وظایف سازمان صنایع دفاع به شرح زیر است:
- تولید و فرآوردن نیازمندی‌های دفاعی نیروهای مسلح و سازمان‌های انتظامی ایران و خودکفا ساختن صنایع تسلیحاتی، هوایی، دریایی،‌ موشکی، مخابراتی و سایر واحدهای صنعتی پژوهشی ضروری

- ایجاد و تأسیس واحدهای صنعتی، پژوهشی و خدماتی جدید، همچنین بازسازی و توسعه واحدهای موجود

- ساخت قطعات، تعمیر و نگهداری مربوط به صنایع مورد نیاز در جهت پیشبرد مقاصد دفاعی کشور و بهبود شرایط، امکانات، کیفیت تولیدی و خدماتی سازمان
- انجام پژوهش و نوآوری‌های علمی و فنی در جهت خودکفایی نیروهای مسلح ایران

- ایجاد زمینه گسترش دستاوردهای پژوهشی و تحقیق طرح‌ها و ابداعات فنی
- انجام برنامه‌ریزی‌های جامع و ایجاد هماهنگی لازم با صنایع غیر نظامی کشور به منظور تأمین شرایط بهره‌مندی سازمان از امکانات بالقوه آنها در جهت تقویت قدرت دفاعی کشور و بالعکس

- پرورش و ارتقای استعدادهای انسانی، همچنین ترغیب و برانگیختن خلاقیت در کارکنان سازمان

## تولیدات
محصولات سازمان صنایع دفاع، طیف گسترده‌ای دارد و حتی شامل محصولات غیرنظامی نیز می‌شوند و در مجموع کلیه ادوات و تجهیزات نظامی نیروهای مسلح مرتبط با این سازمان می‌باشند.، از جمله محصولات نظامی این سازمان می‌توان به موارد زیر اشاره کرد: 
- اسلحه‌های خودکار و نیمه‌خودکار
- موشک‌
- پهپاد‌
- انواع هواگرد‌ها
- شناور‌های مختلف (ناوچه، قایق و زیردریایی‌)
- تانک‌

### صادرات
محصولات تولیدی این سازمان و در مجموع محصولات صنایع دفاعی ایران، در اختیار گروه‌هایی چون حماس و حزب‌الله لبنان و کشورهای هم‌پیمان ایران قرار می‌گیرد. طی سال‌های اخیر این سازمان اقدام به تأسیس کارخانه‌های تولید سلاح در کشور‌هایی چون سوریه، یمن و تاجیکستان شده‌است و می‌توان محصولات مشترک این سازمان با سازمان صنایع هوایی را در کشور‌هایی چون اتیوپی و ونزوئلا دید.

## ساختار مدیریتی
این سازمان دارای مجمع مدیریتی، هیئت مدیره، همچنین عوامل اجرایی و نظارتی است، که مجمع مدیریتی آن از وزیران مربوط به این سازمان همچون وزیر دفاع و وزیر صنعت تشکیل شده است. هیأت مدیره سازمان نیز مرکب از ۷ نفر عضو اصلی (‌شامل مدیرعامل و ۶ عضو) است.

## نگارخانه محصولات

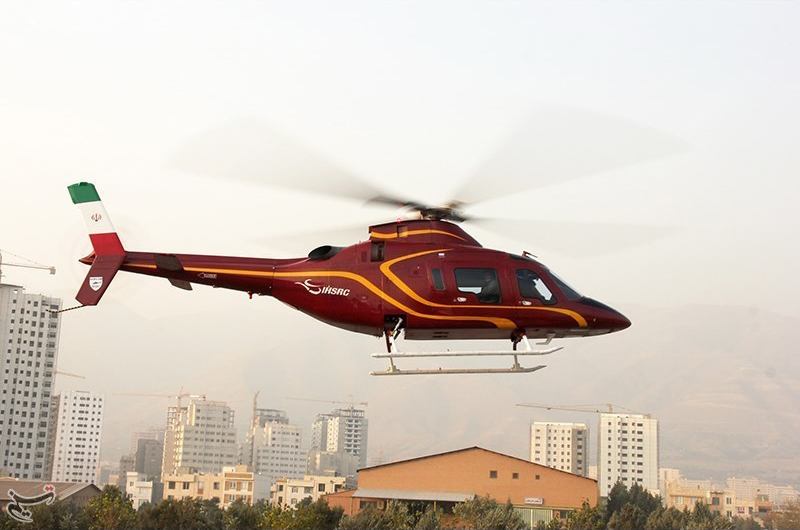
بالگرد صبا ساخته شده در شرکت پنها(یکی از شرکت‌های زیرمجموعه سازمان صنایع دفاعی)
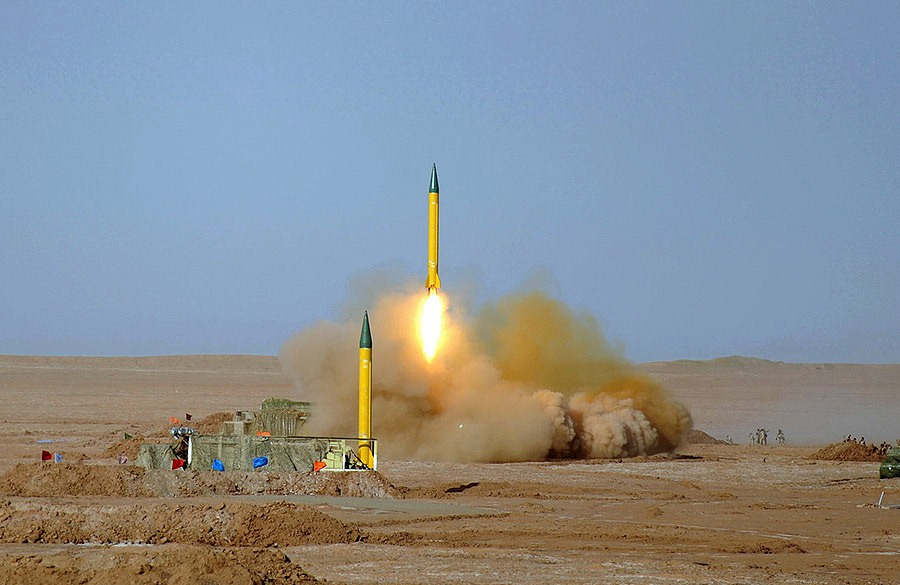
موشک شهاب ۳ساخته شده توسط سازمان صنایع دفاعی و سازمان فضایی ایران
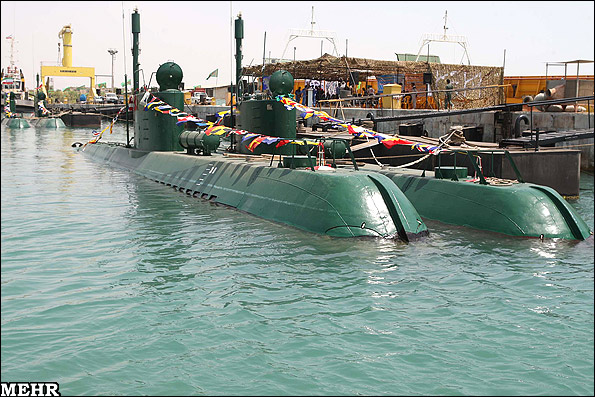
زیردریایی غدیر ساخت سازمان صنایع دفاعی